# Chrysometa chuchaqui
Espèce
Chrysometa chuchaqui est une espèce d'araignées aranéomorphes de la famille des Tetragnathidae.

## Distribution
Cette espèce est endémique de la province de Pichincha en Équateur,. Elle se rencontre vers Nanegalito.

## Description
Le mâle holotype mesure 4,13 mm et la femelle paratype 4,57 mm.

## Systématique et taxinomie
Cette espèce a été décrite par Peñaherrera en 2025.

## Publication originale
- Peñaherrera-R., 2025 : « On some Chrysometa Simon, 1894 species collected from Ecuador: redescription of C. bolivia, description of a new species, and comments on the type locality of C. otavalo (Araneae, Tetragnathidae). » Zootaxa, no 5636(3), p. 511-522.